# Pilosella fallacina
Pilosella fallacina là một loài thực vật có hoa trong họ Cúc. Loài này được (F.W.Schultz) F.W.Schultz miêu tả khoa học đầu tiên năm 1863.